# 莊景燊
莊景燊（1973年9月26日—），臺灣電影導演。畢業於臺北藝術大學電影系碩士班，主修導演。曾任電影《父後七日》副導演、金馬獎最佳紀錄片《翻滾吧！男孩》製片、攝影等工作。首部短片《愛瑪的晚宴》曾入圍愛丁堡及臺北電影節等國內外影展，多部電視電影也屢獲金鐘獎入圍肯定。2018年個人首部劇情長片《引爆點》由張艾嘉、馬天宗、廖慶松三位臺灣資深電影人監製，該片獲邀2018年臺北電影節閉幕片，並入圍多倫多亞洲國際電影節最佳新人導演獎、最佳劇情長片獎。2019年最新電影作品為《最乖巧的殺人犯》。

## 導演作品
- 2023《華麗計程車行》 (電視劇)
- 2022《科學少女》 (電影)
- 2021《神之鄉》 (電視劇)
- 2019《最乖巧的殺人犯》 (電影)
- 2018《引爆點》 (電影)
- 2015《尋物少女》 (電視電影)
  - 本片入圍2015年金鐘獎
  - 迷你劇集／電視電影獎剪輯獎 - 蘇珮儀
  - 迷你劇集／電視電影獎攝影獎 - 李鳴
- 2014《我愛親家》 (公共電視人生劇展)
- 2013《三朵花純理髮》 (公共電視人生劇展)
  - 本片入圍2013年金鐘獎
  - 攝影獎 林君陽
  - 剪輯獎 陳振國
  - 燈光獎 鍾瓊婷
  - 美術設計獎 賴勇坤
  - 榮獲2013年金鐘獎最佳燈光獎 鍾瓊婷
- 2012《美麗鏡界》 (公共電視劇情短片)
  - 榮獲2012倫敦Taiwan Cinefest-台灣電影新秀獎
  - 榮獲2012第九屆「全球華語大學生影視獎」"最佳劇作獎"與首獎"年度金獎"
- 2010《天使正傳》 (紀錄長片)
- 2009《我的冒泡屋》 (公共電視人生劇展)
- 2008《愛瑪的晚宴》 (電影短片)
  - 2009日本 JVC Tokyo Video Festival 優秀作品賞
  - 2009美國 NYC Picture Start Film Festival 最佳攝影、最佳女主角
  - 2009英國 愛丁堡影展短片競賽入圍
  - 2009美國 Newport Beach Film Festival入圍
  - 2009美國 亞美國際影展短片入圍
  - 2008台灣 台北電影節短片入圍
  - 2008香港 亞洲獨立電影節放映

## 演出作品
- 2018《無法辯護》 (公共電視新創電影)  飾演 承文（慧貞前夫）

## 製片作品
- 2005《翻滾吧！男孩》 (紀錄長片)

## 外部連結
- 王莉雯＆莊景燊的Facebook專頁
- 莊景燊 | 安澤映畫有限公司 （页面存档备份，存于）
- 莊景燊在豆瓣上的资料（简体中文）